# Лёгкие крейсера типа «Чатем»
Лёгкие крейсера типа «Чатем» — тип лёгких крейсеров Королевского военно-морского флота Великобритании времён Первой мировой войны. Всего построено 11 кораблей: «Чатем» (Chatham), «Дублин» (Dublin), «Саутгемптон» (Southampton), «Сидней» (Sydney), «Мельбурн» (Melbourne), «Брисбен» (Brisbane), «Бирмингем» (Birmingham), «Ловестофт» (Lowestoft), «Ноттингэм» (Nottingham), «Биркенхед» (Birkenhead), «Честер» (Chester). Кроме того, к этой серии принадлежал и крейсер «Аделаида» (Adelaide), построенный в Австралии.
Закладывались как «защитники торговли» (Trade protection cruisers). Также именуются типом Town, поскольку именовались в честь городов, иногда их называют типом «Бирмингем». Фактически стали первыми Британскими лёгкими крейсерами, но эту честь обычно приписывают кораблям типа «Аретьюза».

## Конструкция
Корпуса крейсеров имели поперечную систему набора. Полубак простирался примерно на ¾ длины корпуса. Форштевень имел уже ставшую традиционной серпообразную форму. По всей длине корпуса проходило второе дно.

## Представители серии

### ПодтипЧатем
| Название      | Место постройки                                        | Заложен              | Спущен на воду        | Введён в строй       | Судьба                   |
| ------------- | ------------------------------------------------------ | -------------------- | --------------------- | -------------------- | ------------------------ |
| «Чатем»       | Chatham Dockyard, Чатем, Великобритания                | 3 января 1911 года   | 9 ноября 1911 года    | декабрь 1912 года    | Сдан на слом в 1926 году |
| «Дублин»      | William Beardmore and Company, Великобритания          | апрель 1911 года     | 30 апреля 1912 года   | декабрь 1912 года    | Сдан на слом в 1926 году |
| «Саутгемптон» | Vickers,Барроу-ин-Фернесс, Великобритания              | 6 апреля 1911 года   | 16 мая 1912 года      | ноябрь 1912 года     | Сдан на слом в 1926 году |
| «Сидней»      | London and Glasgow Engineering Company, Великобритания | 11 февраля 1911 года | 29 августа 1912 года  | 26 июня 1913 года    | Сдан на слом в 1928 году |
| «Мельбурн»    | Cammell Laird, Великобритания                          | 4 апреля 1911 года   | 30 мая 1912 года      | 18 января 1913 года  | Сдан на слом в 1928 году |
| «Брисбен»     | Cockatoo Island Dockyard,Сидней,Австралия              | 25 января 1913 года  | 30 сентября 1915 года | 12 декабря 1916 года | Сдан на слом в 1935 году |

«Брисбен» стал первым крейсером, построенным в Австралии.

### ПодтипБирмингем
Шестидюймовое казнозарядное орудие с раздельным заряжение MkXII было принято на вооружение в 1914 году и с момента вооружения этими орудиями крейсеров типа Бирмингем в течение долгого времени оставалось стандартным оружием британского флота. Всего Королевский флот получил 436 орудий MkXII. В качестве артиллерии среднего калибра эти орудия состояли на вооружении дредноутов типов Queen Elizabeth и Royal Sovereign, а в качестве главного — на лёгких крейсерах типов С, D, Е и на многих других кораблях. Конструкция шестидюймовок являлась классической «проволочной». Только в самом конце 20-х годов началась разработка новых 152-мм орудий с цельнотрубчатой конструкцией для башенных артиллерийских установок нового поколения лёгких крейсеров, появившегося в начале 30-х годов. Однако и после этого MkXII широко применялись на флоте. Во время Второй мировой войны ими вооружались канонерские лодки и некоторые вспомогательные крейсера. Крейсера типа Бирмингем получили восемь таких орудий.
| Название    | Место постройки                             | Заложен             | Спущен на воду      | Введён в строй      | Судьба                                 |
| ----------- | ------------------------------------------- | ------------------- | ------------------- | ------------------- | -------------------------------------- |
| «Бирмингем» | Armstrong Whitworth, Великобритания         | 10 июня 1912 года   | 7 мая 1913 года     | февраль 1914 года   | Сдан на слом в 1931 году               |
| «Лоустофт»  | Chatham Dockyard, Великобритания            | 29 июля 1912 года   | 28 апреля 1913 года | апрель 1914 года    | Сдан на слом в 1931 году               |
| «Ноттингэм» | Пембрук-Док, Великобритания                 | 13 июня 1912 года   | 18 апреля 1913 года | апрель 1914 года    | Торпедирован U-52 19 августа 1916 года |
| «Аделаида»  | Cockatoo Island Dockyard, Сидней, Австралия | 20 ноября 1915 года | 27 июля 1918 года   | 5 августа 1922 года | Сдан на слом в 1949 году               |

«Аделаида» был вторым крейсером, построенным на австралийских верфях. К моменту закладки проект уже устарел, особенно по скоростным качествам и программа получила низкий приоритет. Также возникли трудности с доставкой нужных комплектующих из метрополии. В итоге постройка корабля затянулась и заняла 7 лет.
Единственный крейсер данного типа, принявший участие во Второй мировой войне. Будучи устаревшим, использовался в межвоенные годы как учебный корабль. В 1928 году был выведен в резерв. В 1939 году после капитального ремонта, вернулся в состав флота и в течение 1940—1942 годов участвовал в конвойных операциях. 28 ноября 1942 года, действуя совместно с голландским лёгким крейсером «Якоб ван Хеемскерк», потопил немецкий блокадопрорыватель «Рамзес».
13 мая 1946 года был выведен из состава флота и использовался как корабль-мишень. 29 февраля 1949 года «Аделаиду» продали на слом.

### ПодтипБиркенхед
| Название    | Место постройки                          | Заложен             | Спущен на воду      | Введён в строй | Судьба                   |
| ----------- | ---------------------------------------- | ------------------- | ------------------- | -------------- | ------------------------ |
| «Биркенхед» | Cammell Laird, Биркенхед. Великобритания | 21 марта 1914 года  | 18 января 1915 года | май 1915 года  | Сдан на слом в 1921 году |
| «Честер»    | Cammell Laird, Биркенхед. Великобритания | 7 октября 1914 года | 8 декабря 1915 года | май 1916 года  | Сдан на слом в 1921 году |

Крейсера строились по заказу Греции и первоначально несли имена Latnbros Katsonis и Antinavarhos Kountouriotis. Отличались водоизмещением и составом вооружения. Некоторые специалисты считали «Честер» и «Биркенхед» наиболее удачными английскими крейсерами Первой мировой войны.